# 青關縣夫人
青關縣夫人（越南语：／；1805年—1848年），名阮氏馨，是越南近代文學史上著名的女性詩人之一。
她是河內省懷德府永順縣宜蠶坊（今屬河內市西湖郡廣安坊）人。早年拜范貴適為師，後嫁常信府青池縣月盎社劉沂為妻。劉沂在明命二年（1821年）考中舉人，後官至青關縣知縣，所以阮氏馨被稱作青關縣夫人。後來劉沂任刑部八品書吏，不久後去世。
傳說紹治帝曾下令阮氏馨進宮擔任宮中教習，教導公主和后妃。但一個月後，阮氏馨的丈夫去世，她以身體不適為由，帶著四個孩子回到家鄉宜蠶坊度過餘生。

## 作品
- 《昇龍城懷古》（越南语：／?）
- 《過鎮北寺》（越南语：／?）
- 《過橫山》（越南语：／?）
- 《思鄉午後》（越南语：／?）
- 《思鄉》（越南语：／?）
- 《秋日即景》（越南语：／?）
- 《鎮武祠景》（越南语：／?）
- 《香山景》（越南语：／?）